# Marcel Kramer

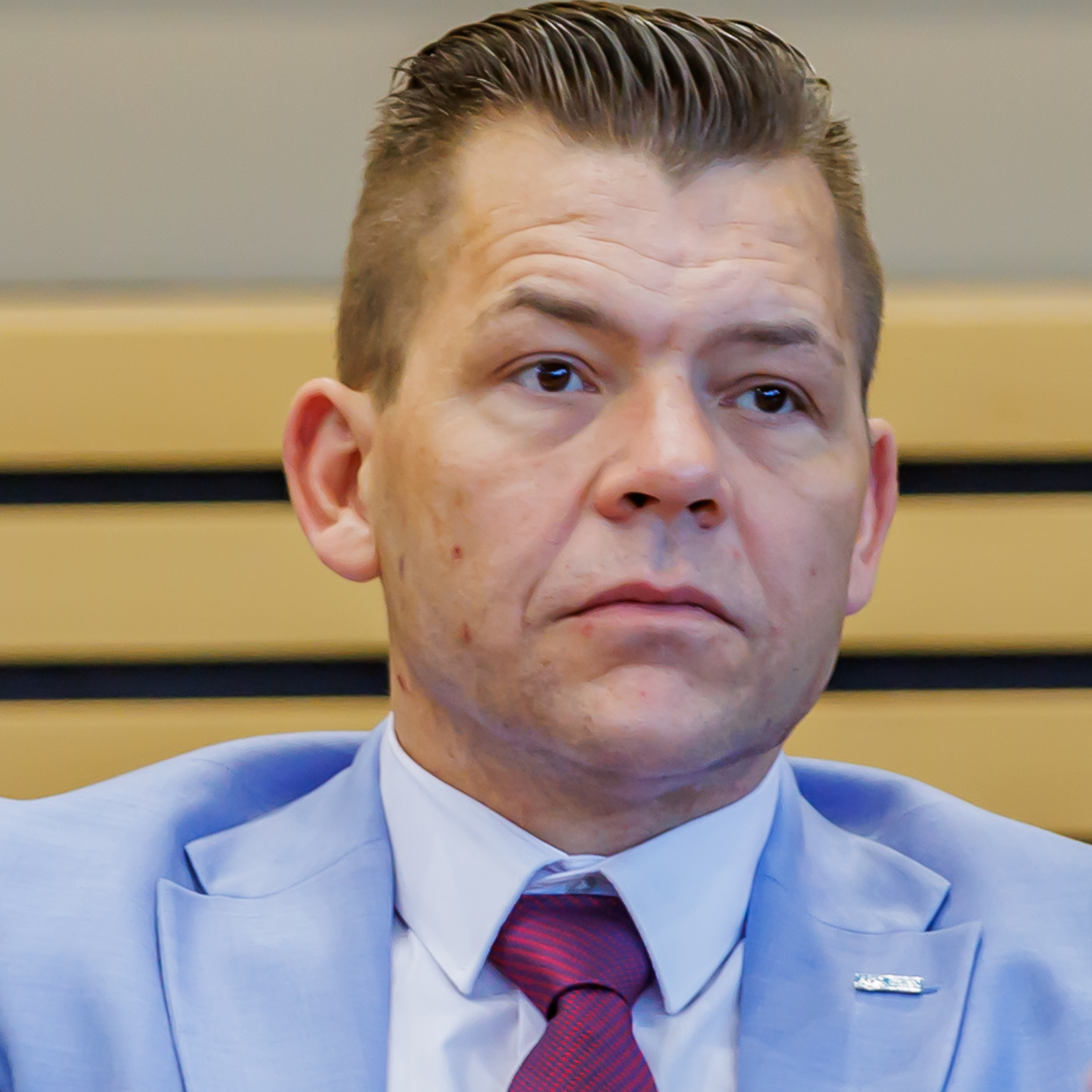
Marcel Kramer (2024)

Marcel Kramer (* 1977 in Gotha) ist ein deutscher Politiker (AfD). Er ist seit 2024 Mitglied des Thüringer Landtags.

## Leben
Kramer legte 1993 den Realschulabschluss in Gotha ab. Anschließend absolvierte er eine Ausbildung zum Koch und leistete Wehrdienst. Er war als Koch und als Busfahrer tätig. Von 2021 bis zu seinem Einzug in den Landtag 2024 war er Mitarbeiter im Wahlkreisbüro des Bundestagsabgeordneten Marcus Bühl.
Kramer ist verheiratet und lebt in Gotha.

## Politik
Kramer ist für die AfD Mitglied des Stadtrats von Gotha und des Kreistags des Landkreises Gotha.
Bei der Landtagswahl in Thüringen 2024 wurde Kramer über das Direktmandat im Wahlkreis Gotha I in den Landtag gewählt.